# Volby do Evropského parlamentu ve Švédsku 2019
Volby do Evropského parlamentu 2019 se ve Švédsku uskutečnily v neděli 26. května roku 2019 v rámci celoevropských voleb do Evropského parlamentu. Zvoleno bylo 20 poslanců, dne 1. února 2020 počet mandátů vzrostl na 21.

## Výsledky
Volební účast byla 55,27%.
| Název                   | Frakce v EP  | %    | Mandátů | +/- |
| ----------------------- | ------------ | ---- | ------- | --- |
| Sociální demokraté      | S&D          | 23,5 | 5       | 0   |
| Umírněná strana         | EPP          | 16,8 | 4       | +1  |
| Švédští demokraté       | ECR          | 15,3 | 3       | +1  |
| Strana zelených         | Zelení - EFA | 11,5 | 2       | -2  |
| Strana středu           | ALDE         | 10,8 | 2       | +1  |
| Křesťanští demokraté    | EPP          | 8,6  | 2       | +1  |
| Levicová strana         | GUE/NGL      | 6,8  | 1       | 0   |
| Liberální lidová strana | ALDE         | 4,1  | 1       | -1  |
| Feministiskt initiativ  | S&D          | 0,8  | 0       | -1  |